# Romànovka (Primórie)
|  | Per a altres significats, vegeu «Romànovka». |

Romànovka (en rus: Романовка) és un poble del krai de Primórie, a l'Extrem Orient de Rússia, que en el cens del 2010 tenia 2.399 habitants.